# 那能河
那能河，位于中国云南省文山壮族苗族自治州富宁县北部，是那马河左岸支流，发源于富宁县阿用乡达江南，北流至洞江转东流，至那能乡那歪转南流，经那能乡驻地，至洞波瑶族乡甫俄以西汇入那马河。河长47.2千米，流域面积192.5平方千米。
那能河从乡政府所在地经过，每年雨季，洪水经常淹没河道两岸的农田和威胁居民的生命财产安全。2014年4月份乡政府争取投入40多万元对过乡政府河段进行治理。